# Дети с улицы Деграсси
«Дети с улицы Дегра́сси» (англ. The Kids of Degrassi Street) — канадский детский телесериал, созданный компанией Playing With Time Inc. и транслировавшийся каналом CBC Television с 1979 по 1986 год. Телесериал вырос из четырёх низкобюджетных короткометражных лент — Ida Makes a Movie, Cookie Goes to the Hospital, Irene Moves In и Noel Buys a Suit — созданных и показанных по телевидению соответственно в 1979, 1980, 1981 и 1982 годах. Короткометражные фильмы описывали повседневную жизнь группы детей с улицы Деграсси города Торонто. Фильмы получили высокую оценку зрителей и критиков за реалистичность. Успех было решено развить, создав на основе короткометражных картин сериал. В 1982 году было доснято ещё 3 серии, в 1983 — 2 серии, в 1984 — 5 серий, в 1985 — 11 серий и в 1986 ещё 1 заключительная серия.
Позднее на основе сериала «Дети с улицы Деграсси» были созданы телесериалы «Дети из школы Деграсси» (англ. Degrassi Junior High) и «Дети из старшей школы Деграсси» (англ. Degrassi High), получившие большую популярность. В сериалах снимались актёры из первого сериала «Дети с улицы Деграсси», но имена персонажей были изменены. Затем вышло ещё одно продолжение — сериал «Деграсси: Следующее поколение» (англ. Degrassi: The Next Generation) (к 2014 году было снято уже 13 сезонов, более 350 серий).

## Список эпизодов
- 01 — Ida Makes A Movie
- 02 — Cookie Goes To The Hospital
- 03 — Irene Moves In
- 04 — Noel Buys A Suit
- 05 — Lisa Makes The Headlines
- 06 — Sophie Minds The Store
- 07 — Casey Draws The Line
- 08 — Pete Takes A Chance
- 09 — Chuck Makes A Choice
- 10 — Billy Breaks The Chain
- 11 — Catharine Finds Her Balance
- 12 — Benjamin Walks The Dog
- 13 — Liz Sits The Schlegels
- 14 — The Canards Move Out
- 15 — Martin Meets The Pirates
- 16 — Connie Goes To Court
- 17 — Griff Makes A Date
- 18 — Samantha Gets A Visitor
- 19 — Rachel Runs For Office
- 20 — Jeffrey Finds A Friend
- 21 — Connie Makes A Catch
- 22 — Karen Keeps Her Word
- 23 — Ryan Runs For Help
- 24 — Martin Hears The Music
- 25 — Lisa Gets The Picture
- 26 — Griff Gets A Hand